# Лангуст
Лангуст (лат. Palinuridae) породица је морских ракова врло сличних јастогу. Име су добили од латинске речи locusta — скакавац, иако немају никаквих заједничких особина са поменутим инсектом. Ова врста може да нарасте до 50 цм. Има дугачак зглавкаст реп и пет пари ногу. Од морског рака хлапа (Homarus gammarus) разликује се по томе што има дуге пипке а нема клешта (штипаљке) на првом пару ногу. Ларве лангуста, филозоми, толико се разликују од одрасле животиње, да се дуго веровало да припадају сасвим другој врсти. Лангуст живи скоро у свим морима, а нарочито у Средоземном и крај обала Велике Британије. Воли стеновиту обалу. Храни се угинулим животињама.

## Класификација
Признато је 12 родова, који садрже око 60 живећих врста:
- Parker, 1883
- Holthuis, 1946
- White, 1847
- Kubo, 1955
- Davie, 1990
- De Man, 1881
- Weber, 1795
- A. Milne-Edwards, 1880
- White, 1847
- George and Grindley, 1964
- Ortmann, 1897
- Holthuis, 1991